# Antheraea lorosae
Antheraea lorosae is een vlinder uit de familie nachtpauwogen (Saturniidae), onderfamilie Saturniinae.
De wetenschappelijke naam van de soort is voor het eerst geldig gepubliceerd door M.D. Lane, Naumann & D.A. Lane in 2004.